# 利雷 (奥布省)
利雷（法語：Lirey，法語發音：[liʁɛ]）是法国奥布省的一个市镇，位于该省中部偏南，属于特鲁瓦区和特鲁瓦香槟都会城市圈公共社区，其市镇面积为4.84平方公里，2022年1月1日时人口数量为115人。
利雷是特鲁瓦香槟都会城市圈公共社区的组成部分，位于特鲁瓦市区以南大约11公里。

## 行政
利雷的邮政编码为10320，INSEE市镇编码为10198。

## 地理

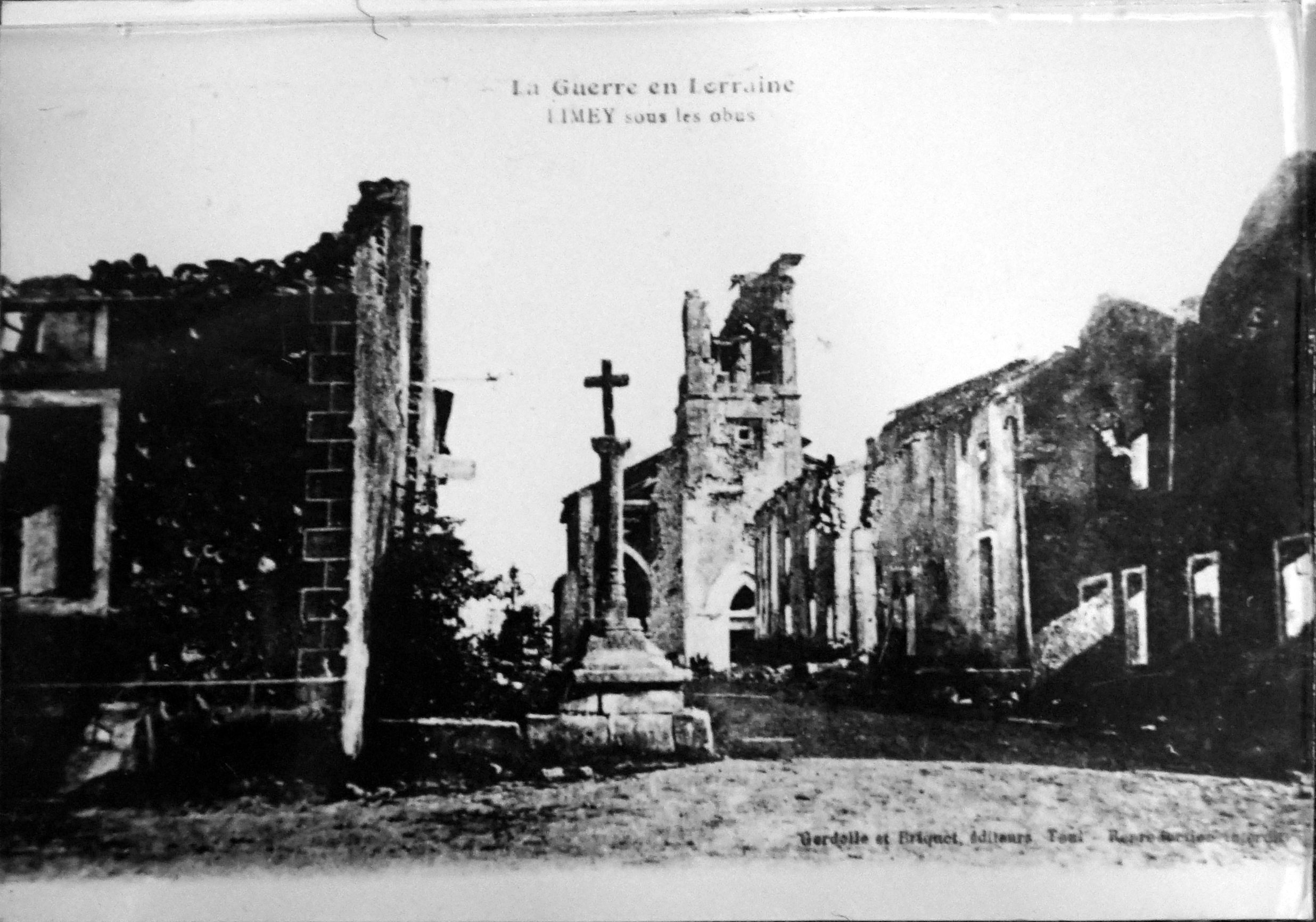
二战时被摧毁的利雷

利雷（48°9'25"N, 4°2'50"E）位于法国中北部偏东，大东部大区西南部和奥布省中部偏南。
与利雷接壤的市镇包括：雅韦尔南、莫涅河畔隆日维尔、马希、圣让德博讷瓦勒、维勒里。
利雷属于塞纳河流域，境内地势平坦。
按照柯本气候分类法，利雷属于温带海洋性气候，全年温差较小，降水分布均匀。

## 历史
利雷历史上长期为一普通村落，19世纪后大量人口外流，二战时受到破坏。

## 交通
奥布省省道D25线和D88线在利雷境内交汇。

## 政治
现任利雷市长为达维德·弗拉潘先生（David Frapin）。

## 人口
| 年份   | 1936 | 1946 | 1954 | 1962 | 1968 | 1975 | 1982 | 1990 | 1999 | 2006 | 2011 | 2016 | 2017 |
| ------ | ---- | ---- | ---- | ---- | ---- | ---- | ---- | ---- | ---- | ---- | ---- | ---- | ---- |
| 人口數 | 108  | 89   | 83   | 71   | 77   | 59   | 65   | 93   | 94   | 89   | 110  | 106  | 104  |